# Amara (Bradytus)
Amara (Bradytus) – podrodzaj rodzaju Amara, chrząszczy z  rodziny biegaczowatych i podrodziny Pterostichinae.

## Taksonomia
Takson opisał w 1827 roku James Francis Stephens. Gatunkiem typowym jest Carabus ferrugineus Linne sensu Stephens, 1828, czyli obecna Amara fulva O.F. Muller, 1776.

## Występowanie
Podrodzaj rozprzestrzeniony holarktycznie. Do fauny europejskiej należy 8 gatunków. W Polsce występuje 5 następujących:
- A. fulva
- A. consularis
- A. majuscula
- A. apricaria
- A. crenata

## Systematyka
Do tego podrodzaju należy 35 opisanych gatunków:
- Amara ampliata (Bates, 1873)
- Amara amplipennis Baliani, 1943
- Amara apricaria (Paykull, 1790)
- Amara aurichalcea Germar, 1824
- Amara avida (Say, 1823)
- Amara batesi Csiki, 1929
- Amara browni Lindroth, 1968
- Amara chalciope Bates, 1891
- Amara consularis Duftschmid, 1812
- Amara crenata Dejean, 1828
- Amara dissimilis Tschitscherine, 1894
- Amara distinguenda A. Morawitz, 1862
- Amara elegantula Tschitscherine, 1899
- Amara exarata Dejean, 1828
- Amara fulva (O.F. Muller, 1776)
- Amara glacialis Mannerheim, 1853
- Amara insignis Dejean, 1831
- Amara insularis G. H. Horn, 1875
- Amara irkutensis Baliani, 1934
- Amara latior (Kirby, 1837)
- Amara lindrothi Hieke, 1990
- Amara macra (Bates, 1883)
- Amara majuscula (Chaudoir, 1850)
- Amara micantula Hieke, 1994
- Amara mikae Lafer, 1980
- Amara neomexicana (Casey, 1924)
- Amara ondai Morita, 1995
- Amara pallidula (Motschulsky, 1844)
- Amara pingshiangi (Jedlicka, 1957)
- Amara pseudosimplicidens Lafer, 1980
- Amara reitteri Tschitscherine, 1894
- Amara schwarzi (Hayward, 1908)
- Amara simplicidens A. Morawitz, 1863
- Amara sinuaticollis A. Morawitz, 1862
- Amara validula Tschitscherine, 1898